# Time Enough for Love
Timp suficient pentru iubire sau viața lui Lazarus Long (Time Enough for Love) este un roman științifico-fantastic din 1973 de Robert A. Heinlein. Tema romanului este călătoria în timp. A fost publicat de Putnam. În 1973 a fost nominalizat la Premiul Nebula și în 1974 a fost nominalizat la Premiul Hugo și la Premiul Locus.
Romanul are o narațiune neliniară, de fapt este format din mai multe povestiri independente și nuvele, unite de un singur personaj. Protagonistul este cel mai vechi reprezentant al rasei umane - Lazarus Long, care în timpul romanului are mai bine de 2000 de ani (acțiunea povestirii în ramă are loc în 4325 de ani pământeni, Lazarus Long - Woodrow Wilson Smith, fiind născut în anul 1912).

## Legături externe
- en  Istoria publicării lucrării Time Enough for Love la Internet Speculative Fiction Database

## Vezi și
- 1973 în științifico-fantastic